# 古茂田甲午郎
古茂田 甲午郎（こもだ こうごろう、1894年（明治27年）10月9日 - 1982年（昭和57年）6月27日）は、日本の建築家。
大正8年（1919年）に文部省入省後、営繕技師として勤務していたが、関東大震災後の大正13年（1924年）に大学時代の恩師である佐野利器に請われて東京市に転じた。その後は東京市の学校建築に関する責任者として勤務し、特に復興小学校の実務により「当時の学校建築の権威」と評された。

## 経歴
茨城県出身。第一高等学校及び東京帝国大学卒業後、文部省に入省した。
- 1912年（明治45年）3月 茨城県立太田中学校（現在の茨城県立太田第一高等学校）卒業
- 1916年（大正5年） 第一高等学校卒業
- 1919年（大正8年） 東京帝国大学建築学科卒業、文部省入省
- 1923年（大正13年）5月20日 東京市臨時建築局入局
- 1925年（大正15年）12月6日 学校建設掛長
- 1930年（昭和6年） 第二営繕掛長
- 1923年（昭和8年） 東京市庁舎営繕担当兼務
- 1938年（昭和13年）6月18日 第一営繕掛長

## 主要著作
- 古茂田甲午郎『建築学会パンフレット　第一輯第六号　東京市の小学校建築』建築学会、1927年
- 古茂田甲午郎「学校建築」『岩波講座教育科学　第八冊』岩波書店、1932年
- 古茂田甲午郎、柘植芳男共著「第44編　学校」『高等建築学第20巻　学校・図書館』常盤書房、1935年
- 古茂田甲午郎「学校建築と其の敷地の問題」『都市問題』第23巻第4号、1936年10月
- 古茂田甲午郎「学校営繕費と建築の規格化」『都市公論』第20巻第9号、1937年9月
- 古茂田甲午郎「私の受けた建築教育」『建築雑誌』第90巻第1101号、1975年12月